# Bobonaro

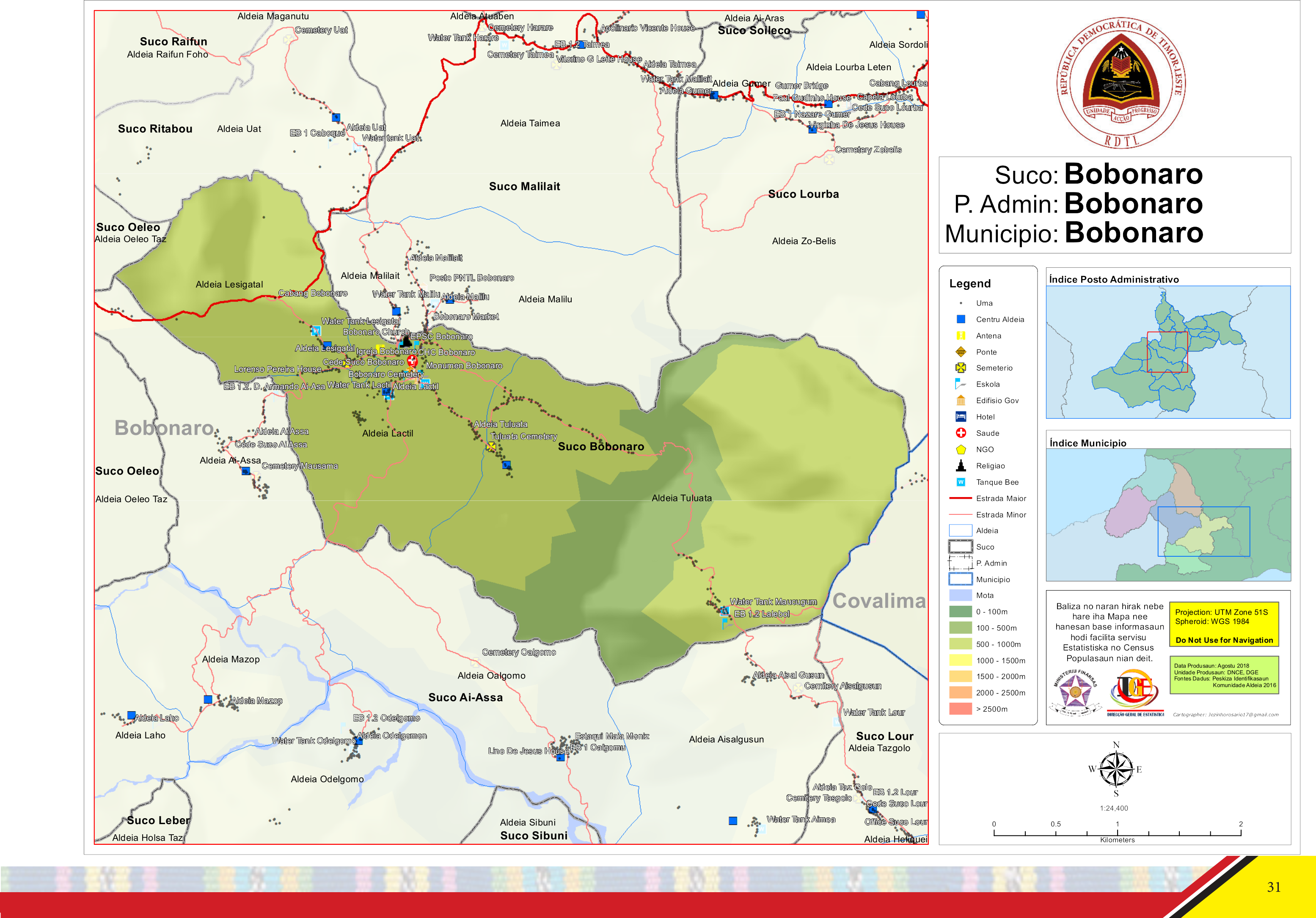
Suco Bobonaro

Bobonaro (Aubá) – miasto w Timorze Wschodnim; w dystrykcie Bobonaro; 6 100 mieszkańców (2006). Przemysł spożywczy.